# 亨利五世 (神圣罗马帝国)
亨利五世（德语：Heinrich V，1081年—1125年5月23日）是萨利安王朝的第四位也是最后一位罗马人民的国王（1105年—1125年在位）和神圣罗马帝国皇帝（1111年加冕）。亨利五世統治時期正值主教敘任權之爭的末期，皇帝在與教宗長期的對峙中逐漸落於下風，隨著沃爾姆斯宗教協定的簽署，教會勢力完全壓倒了世俗王權。

## 通向權力之路
亨利五世是神聖羅馬皇帝亨利四世與薩伏依的貝兒塔所生的次子。1099年1月6日，亨利五世在亞琛被其父加冕為共治國王，以替代先前因叛亂而遭廢黜的兄長康拉德二世。亨利五世雖然發誓在父親生前不干涉帝國事務，但在亨利四世的政敵誘惑和慫恿下，亨利五世在1104年參與反對其父的叛亂。時任教宗帕斯卡二世解除了亨利五世對其父的效忠誓言，1105年1月，亨利五世在美因茨被亨利四世的反對者擁立為對立國王。儘管亨利五世一派在最初處於下風，不久，亨利四世被擊敗，隨即遭到監禁，隨後去世。亨利五世成為無可爭議的君主，秩序隨即在德意志得到重建，科隆遭到巨額罰款，先前的反對者佛兰德伯爵罗贝尔二世向亨利五世請求寬恕。
1107年，亨利五世發動了一場對波希米亞公國的戰爭，并取得成功，成功解救公爵博日沃伊二世，同時傳喚推翻博日沃伊二世的斯瓦托普鲁克，通過談判讓博日沃伊二世成為斯瓦托普鲁克之子的教父，斯瓦托普鲁克擔任波西米亞公爵。1108年，亨利五世發動對匈牙利國王卡羅曼的戰爭。由於受到波蘭和波西米亞的夾擊，亨利五世不得不放棄與匈牙利的戰爭。不久入侵波蘭，宣稱皇帝對波蘭具有徵稅權。但接連在格沃古夫和弗罗茨瓦夫等地敗于波蘭公爵波列斯瓦夫三世。
1110年，亨利五世降服了波西米亞公爵弗拉迪斯拉夫一世。

## 主教敘任權之爭
虽然教宗是亨利五世篡位的最主要支持者之一，但亨利五世在叙任权斗争上并未比亨利四世有任何软化。当教宗帕斯卡尔二世拒绝为他加冕时，他进军罗马（1110年），监禁了教宗和大部分枢机主教。教宗暂时屈服，但不久即收回其对亨利五世作出的全部让步。1116年，亨利五世第二次侵入意大利，将帕斯卡尔二世赶出罗马（1117年）。当帕斯卡尔二世去世后，他扶植了一名對立教宗額我略八世。1122年，亨利五世终于与新教宗嘉礼二世达成妥协，在沃尔姆斯宗教协定中基本解决了叙任权之争，并将额我略八世废黜。
亨利五世1114年与英格兰国王亨利一世之女馬蒂爾達结婚。他们没能生下任何孩子，萨利安王朝遂终。
| 亨利五世 (神圣罗马帝国) 薩利安王朝 出生于：1081/1086年8月11日逝世於：1125年5月23日 | 亨利五世 (神圣罗马帝国) 薩利安王朝 出生于：1081/1086年8月11日逝世於：1125年5月23日 | 亨利五世 (神圣罗马帝国) 薩利安王朝 出生于：1081/1086年8月11日逝世於：1125年5月23日 |
| 統治者頭銜                                                                         | 統治者頭銜                                                                         | 統治者頭銜                                                                         |
| ---------------------------------------------------------------------------------- | ---------------------------------------------------------------------------------- | ---------------------------------------------------------------------------------- |
| 前任： 康拉德二世                                                                  | 意大利国王 1098年–1125年                                                           | 繼任： 康拉德三世                                                                  |
| 前任： 康拉德二世                                                                  | 罗马人民的国王 1109年 - 1125年                                                     | 繼任： 洛泰尔二世                                                                  |
| 前任： 亨利四世                                                                    | 阿爾勒國王 1105年–1125年                                                           | 繼任： 洛泰尔二世                                                                  |
| 前任： 亨利四世                                                                    | 神聖羅馬皇帝 1111年－1125年                                                        | 繼任： 洛泰尔二世                                                                  |

1. ↑  教皇为了將其归为异族统治者而称其为「条顿人的国王」（亦译「德意志国王」，拉丁语：Rex Teutonicorum）